# Semyon Mikhailovich Budyonny
Semyon Mikhailovich Budyonny (tiếng Nga: Семён Михайлович Будённый) (sinh ngày 25 tháng 4, lịch cũ 13 tháng 4 năm 1883, mất ngày 26 tháng 10 năm 1973) là một chỉ huy của Hồng quân Liên Xô và là một trong 5 Nguyên soái Liên Xô đầu tiên.

## Tiểu sử
Semyon Budyonny (đọc đúng âm tiếng Nga: Buđyonnưi) sinh năm 1883 trong một gia đình nông dân người Cossack ở miền Nam đế quốc Nga. Budyonny cũng làm việc trong nông trang đến năm 1903 thì nhập ngũ và trở thành kỵ binh trong quân đội Nga hoàng.

## Sự nghiệp

### Trước Chiến tranh thế giới thứ hai
Năm 1905 Budyonny tham gia chiến đấu trong Chiến tranh Nga-Nhật. Trong Chiến tranh thế giới thứ nhất, ông là hạ sĩ quan chiến đấu ở mặt trận phía Tây đến năm 1916 thì được chuyển về mặt trận Kavkaz. Khi Cách mạng tháng Mười nổ ra tháng 11 năm 1917, Budyonny nhanh chóng đứng về phía những người Bolshevik và trở thành Uỷ viên Xô viết quân đội vùng Kavkaz.
Khi Nội chiến bắt đầu, Budyonny được giao tổ chức lực lượng Kỵ binh Đỏ ở vùng Sông Đông, đây chính là lực lượng tiền thân của Tập đoàn Kỵ binh số 1 nổi tiếng. Tập đoàn quân này đã đóng một vai trò quan trọng trong chiến thắng của quân đội Xô viết trong nội chiến, đặc biệt nó đã đẩy lùi lực lượng Bạch vệ của tướng Anton Denikin khỏi Mạc Tư Khoa. Budyonny gia nhập Đảng Bolshevik năm 1919 và nhanh chóng trở thành đồng minh thân cận của Joseph Stalin và Kliment Voroshilov.
Năm 1920 lực lượng kỵ binh của Budyonny tham gia chiến đấu trong Chiến tranh Nga - Ba Lan. Ban đầu đội quân này đã giành được một vài thắng lợi dẫn đến việc đẩy người Ba Lan ra khỏi Ukraina và sau đó là phá vỡ phòng tuyến phía Nam của quân đội Ba Lan. Tuy nhiên lực lượng Hồng quân sau đó đã gặp thất bại nặng nề tại Warszawa, mà một trong những nguyên nhân chính là đội kỵ binh của Budyonny bị sa lầy ở Lviv. Sau khi Tập đoàn kỵ binh số 1 thất bại trong Trận Komarów (một trong những trận giao chiến bằng kỵ binh lớn nhất trong lịch sử), Budyonny được lệnh xuống phía Nam để tiêu diệt lực lượng Bạch vệ tại Ukraina và Krym. Tuy thất bại ở Ba Lan, nhưng ông vẫn là một trong những chỉ huy quan trọng nhất dẫn đến chiến thắng của Hồng quân ở cuộc Nội chiến.
Budyonny nổi tiếng là một chỉ huy kỵ binh dũng cảm, tuy vậy ông hiểu biết rất ít về phương thức tác chiến hiện đại, đặc biệt là về tầm ảnh hưởng của lực lượng xe tăng, với cương vị một chỉ huy chủ chốt của lực lượng Hồng quân, ông đã phản đối ý tưởng hiện đại hóa quân đội và thay thế lực lượng kỵ binh bằng lực lượng tăng - thiết giáp do Mikhail Tukhachevsky đề xuất.

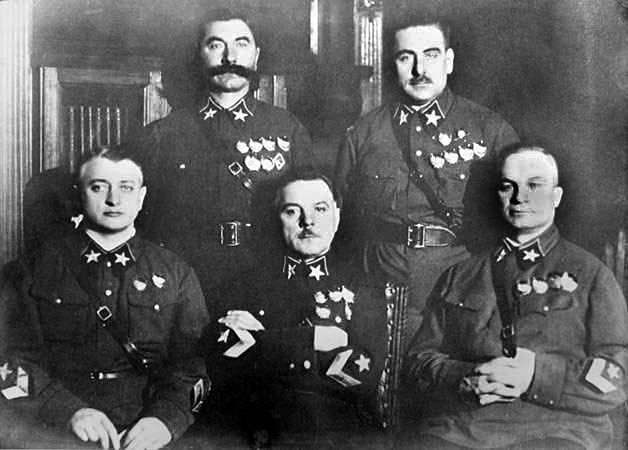
Năm Nguyên soái Liên Xô đầu tiên vào tháng 11, 1935, từ trái sang: hàng đứng: Semyon Budyonny, Vasily Blyukher; hàng ngồi: Mikhail Tukhachevsky, Kliment Voroshilov và Aleksandr Yegorov.

Ngày 20 tháng 11 năm 1935, Budyonny trở thành một trong 5 vị tướng đầu tiên của Hồng quân được phong hàm Nguyên soái Liên bang Xô viết, trong số này đã có ba người bị tử hình trong cuộc Đại thanh trừng, chỉ có hai người tiếp tục tại ngũ là Budyonny và Voroshilov. Năm 1937 Budyonny được cử làm Tư lệnh Quân khu Moskva và sau đó là Tư lệnh Hồng quân trong giai đoạn đầu Chiến tranh Liên Xô - Phần Lan. Ngay đầu cuộc chiến, các lực lượng Liên Xô đã gặp những thất bại nặng nề và Budyonny buộc phải thôi chức, nhường lại vị trí này cho tướng Semyon Timoshenko. Tuy liên tiếp gặp thất bại trong chiến đấu, năm 1940 Budyonny vẫn được cử làm Phó dân ủy phụ trách Quốc phòng (tương đương Thứ trưởng Bộ Quốc phòng).

### Chiến tranh thế giới thứ hai và sau đó

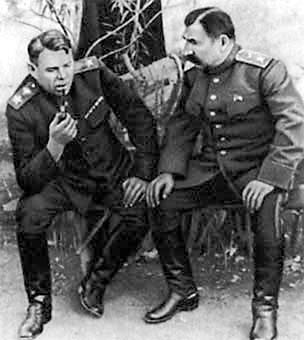
Vasilevsky và Nguyên soái Semyon Budyonny tại Donbass năm 1943

Từ tháng 7 đến tháng 9 năm 1941, Budyonny là Tổng tư lệnh (главком, glavkom) các lực lượng vũ trang Xô viết ở hướng Tây Nam  kiêm Tư lệnh Phương diện quân Tây Nam có nhiệm vụ ngăn chặn cuộc tấn công của quân đội Đức Quốc xã từ hướng Ukraina. Lực lượng của Budyonny sau những thất bại ở Trận Uman và Kiev đã bị bao vây và tiêu diệt gần như hoàn toàn, khoảng 1,5 triệu lính Hồng quân đã chết hoặc bị bắt làm tù binh trong thất bại này của người Liên Xô.
Sau khi Kiev rơi vào tay quân Đức, tháng 9 năm 1941, Stalin cách chức Budyonny và một lần nữa thay thế vào vị trí này là Nguyên soái Semyon Timoshenko. Budyonny được chuyển về làm Tư lệnh Phương diện quân dự bị (tháng 9 và tháng 10 năm 1941) rồi Tư lệnh các lực lượng Xô viết ở hướng Bắc Kavkaz (tháng 4 và tháng 5 năm 1942, Tư lệnh Phương diện quân Bắc Kavkaz (tháng 5 đến tháng 8). Từ đầu năm 1943 ông trở lại vị trí chỉ huy lực lượng kỵ binh Hồng quân vốn lúc này đã không còn nhiều ý nghĩa trong cuộc chiến.
Sau chiến tranh Budyonny được nghỉ hưu. Ông mất ngày 26 tháng 10 năm 1973.

## Vinh danh
Semyon Budyonny là một trong 4 người được ba lần phong danh hiệu Anh hùng Liên bang Xô viết. Ông cũng góp phần tạo ra một giống ngựa mới hiện vẫn còn được nuôi dưỡng nhiều ở Nga, ngựa Budyonny. Ngoài ra, chiếc mũ chỏm Budenovka, một phần của quân phục Xô viết cũng được lấy theo tên của vị nguyên soái này.